# Carthage (Texas)
Carthage is een plaats (city) in de Amerikaanse staat Texas, en valt bestuurlijk gezien onder Panola County.

## Demografie
Bij de volkstelling in 2000 werd het aantal inwoners vastgesteld op 6664.
In 2006 is het aantal inwoners door het United States Census Bureau geschat op 6604, een daling van 60 (-0,9%).

## Geografie
Volgens het United States Census Bureau beslaat de plaats een oppervlakte van
27,3 km², waarvan 27,2 km² land en 0,1 km² water. Carthage ligt op ongeveer 72 m boven zeeniveau.

## Plaatsen in de nabije omgeving
De onderstaande figuur toont nabijgelegen plaatsen in een straal van 28 km rond Carthage.